# Vessel (àlbum)
Vessel és el tercer àlbum d'estudi del grup nord-americà Twenty One Pilots, publicat el 8 de gener de 2013. És el primer àlbum de la banda publicat a través de Fueled by Ramen, i és el seu àlbum de debut amb un segell important. Vessel va debutar al número 58 de la llista Billboard 200, però va arribar al número 21 el 2016. Totes les cançons han estat certificades almenys Or per la RIAA, fet que els va convertir en el primer grup o artista a aconseguir aquesta fita amb dos àlbums diferents.

## Antecedents
El 2012 Twenty One Pilots van signar amb la discogràfica Fueled by Ramen. A l'estiu d'aquest mateix any, el duet va publicar l'EP Three Songs, que incloïa les cançons "Guns for Hands", "Migraine" i "Ode to Sleep". El 18 de desembre de 2012, l'àlbum va estar disponible per a streaming a través d'⁣Entertainment Weekly. Vessel va ser publicat a través de Fueled by Ramen el 8 de gener de 2013.

## Producció
Les cançons "Ode to Sleep", "Holding on to You", "House of Gold", "Car Radio", "Guns for Hands" i "Trees" van ser extretes del seu àlbum independent anterior, Regional at Best, i tornades a gravar per a Vessel; com a resultat, l'antic projecte va ser retirat de la distribució pel segell de la banda. Joseph va compondre Regional at Best "sense saber si la gent l'escoltaria o no" i va veure en Vessel l'oportunitat per completar aquestes cançons. La gravació de Vessel va tenir lloc al Rocket Carousel Studio, situat a Los Angeles, Califòrnia, amb Greg Wells com a productor.
La portada de l'àlbum mostra els avis d'ambdós membres. L'home de l'esquerra és l'avi de Josh Dun, Earl Owen Dun, que va morir poc després de la publicació de l'àlbum, i l'home de la dreta és l'avi de Tyler Joseph, Robert O. "Bobby" Joseph, que va morir el 17 de març de 2018.
En una entrevista realitzada per fans de la banda, Joseph va parlar del significat que hi ha darrere del nom de l'àlbum, dient que "a vessel" (un recipient, que representa el nostre cos) és un objecte que transporta quelcom molt més important que la closca exterior, i que quan morim, això es deixa en llibertat i viu.

## Llançament
L'11 de setembre, "Holding on to You" es va llançar com a senzill. "Lovely" va ser llançat com a senzill al Japó el 17 d'abril de 2013 i inclòs com a bonus track a l'edició japonesa de Vessel. "House of Gold" va ser llançat com a senzill de ràdio el 6 d'agost. El 15 de setembre, "Fake You Out" es va llançar com a senzill. El 4 d'octubre es va estrenar el videoclip de "House of Gold". El vídeo va ser dirigit per Warren Kommers. "Car Radio" va ser llançat com a senzill de ràdio el 18 de març de 2014.
Vessel va rebre crítiques positives quan es va llançar. Jason Pettigrew, escrivint per a Alternative Press, va elogiar la influència multigènere de l'àlbum: "El debut de Twenty One Pilots amb una gran discogràfica travessa l'electropop, el hip-hop i la música pop clàssica, i aquesta és només la primera cançó". En una ressenya més negativa, Dave DiMartino de Rolling Stone va escriure: "El duet d'alguna manera ha aconseguit agafar els aspectes més desagradables i odiosos del llegat de "rap-rock" de l'última dècada, incorporant alguns dels aspectes melòdics més irritants de Linkin Park i Blink-182".
El maig de 2015, es va anunciar que l'àlbum havia venut 265.000 còpies als Estats Units. Al juliol de 2016, l'àlbum havia venut més de 569.000 còpies als Estats Units. Totes les seves cançons han sigut també certificades com a or o superior per la RIAA, fent de Twenty One Pilots la primera i única banda o artista que ha aconseguit aquest èxit en dos àlbums no recopilatoris després que Blurryface superés la fita l'any anterior.

## Gira
Per donar suport a l'àlbum, la banda va fer una gira internacional durant tot l'any. El 2014, Twenty One Pilots va tocar en diversos festivals de música i altres actes arreu del país centrats principalment en l'àlbum, com ara Lollapalooza, Bonnaroo, Boston Calling i Firefly. Com a resultat, van combinar les sol·licituds d'espectacles de diferents ciutats amb el Quiet Is Violent World Tour, que va començar el setembre de 2014 i va acabar el mateix any.